# Pivovar Trutnov
Pivovar Trutnov leží v centru města Trutnov v Krkonoších. Vyrábí 5 druhů piv - světlé výčepní desítka, tmavé výčepní desítka, světlý ležák jedenáctka, světlý ležák dvanáctka a speciální pivo čtrnáctka, které je vyráběno převážně kolem Vánoc a Velikonoc.

## Historie
V roce 1260 získalo královské věnné město Trutnov várečné právo. Pivo se vařilo v jednotlivých domech, než v roce 1582 byl založen pivovar. Pivovar několikrát vyhořel.

## Zajímavost
V roce 1974 zde pracoval budoucí prezident Václav Havel. Pobyt ho inspiroval k sepsání divadelní hry Audience, jejíž děj se v trutnovském pivovaru odehrává. Této epizodě a hře se věnuje dokumentární film Občan Havel přikuluje (2009).